# Martin Hermannsson
Martin Hermannsson (* 16. September 1994 in Reykjavík) ist ein isländischer Basketballspieler. Er gewann mit seinem Stammverein Knattspyrnufélag (KR) aus seiner Heimatstadt bereits in jungen Jahren zweimal 2011 und 2014 die isländische Meisterschaft der Herren, davon die erste in Verbindung mit dem Pokalsieg als Double. Nachdem Martin Hermannsson bei der letzten Meisterschaft 2014 sowohl als bester Nachwuchs- wie auch als bester einheimischer Spieler der isländischen Liga ausgezeichnet worden war, ging er zum Studium in die Vereinigten Staaten an die Long Island University. Nach zwei Jahren kehrte er als Profi nach Europa zurück und spielte in der zweithöchsten französischen Spielklasse LNB Pro B für den Altmeister Étoile de Charleville-Mézières. Nachdem er hier bei der Abstimmung zum MVP dieser Spielklasse hinter Zachery Peacock als Zweiter in das All-Star Team der fünf besten Spieler gewählt wurde, wechselte er wie sein Nationalmannschaftskamerad Haukur Pálsson eine Spielklasse höher in die Pro A zu Champagne Châlons Reims. 2020 wurde er mit Alba Berlin deutscher Meister.

## Karriere
Martin Hermannsson rückte frühzeitig in die Herrenmannschaft seines Stammvereins Knattspyrnufélag (KR) auf und spielte bereits als 15-Jähriger in der höchsten Spielklasse Úrvalsdeild. Mit knapp 17 Jahren gewann er nicht nur den isländischen Basketballpokal, sondern mit dem Gewinn der Meisterschaft in der vom Auslandsrückkehrer Pavel Ermolinskij angeführten Mannschaft am Saisonende auch das Double. In den folgenden zwei Jahren, in denen Ermolinskij in Schweden spielte, konnte KR nicht mehr direkt in den Titelkampf eingreifen und schied jeweils im Halbfinale um die Meisterschaft aus. Nachdem Pavel Ermolinskij erneut zu KR zurückgekehrt war, erreichte man wieder die Play-off-Finalserie, in der man in vier Spielen nach nur einer Niederlage Titelverteidiger UMF Grindavík besiegte. Statt wie drei Jahre zuvor Pavel Ermolinskij wurde aber nunmehr Martin Hermannsson, der bereits ein Jahr zuvor in der Herren-Nationalmannschaft debütiert hatte, neben der Auszeichnung als bester Nachwuchsspieler als bester einheimischer Spieler der Saison ausgezeichnet sowie schließlich auch als MVP der Play-offs. Anschließend ging Martin Hermannsson in das Mutterland des Basketballs zum Studium an die Long Island University Brooklyn Campus in den Vereinigten Staaten, deren Hochschulmannschaft Blackbirds in der Northeast Conference (NEC) der NCAA spielt. Die Blackbirds, die zwischen 2011 und 2013 dreimal hintereinander die Meisterschaft der NEC gewonnen hatten, scheiterten jedoch zweimal frühzeitig im NEC-Meisterschaftsturnier und waren mit negativer Saisonbilanz 2015 und ausgeglichener Bilanz 2016 ohne Chance auf das Erreichen der landesweiten NCAA-Endrunde.

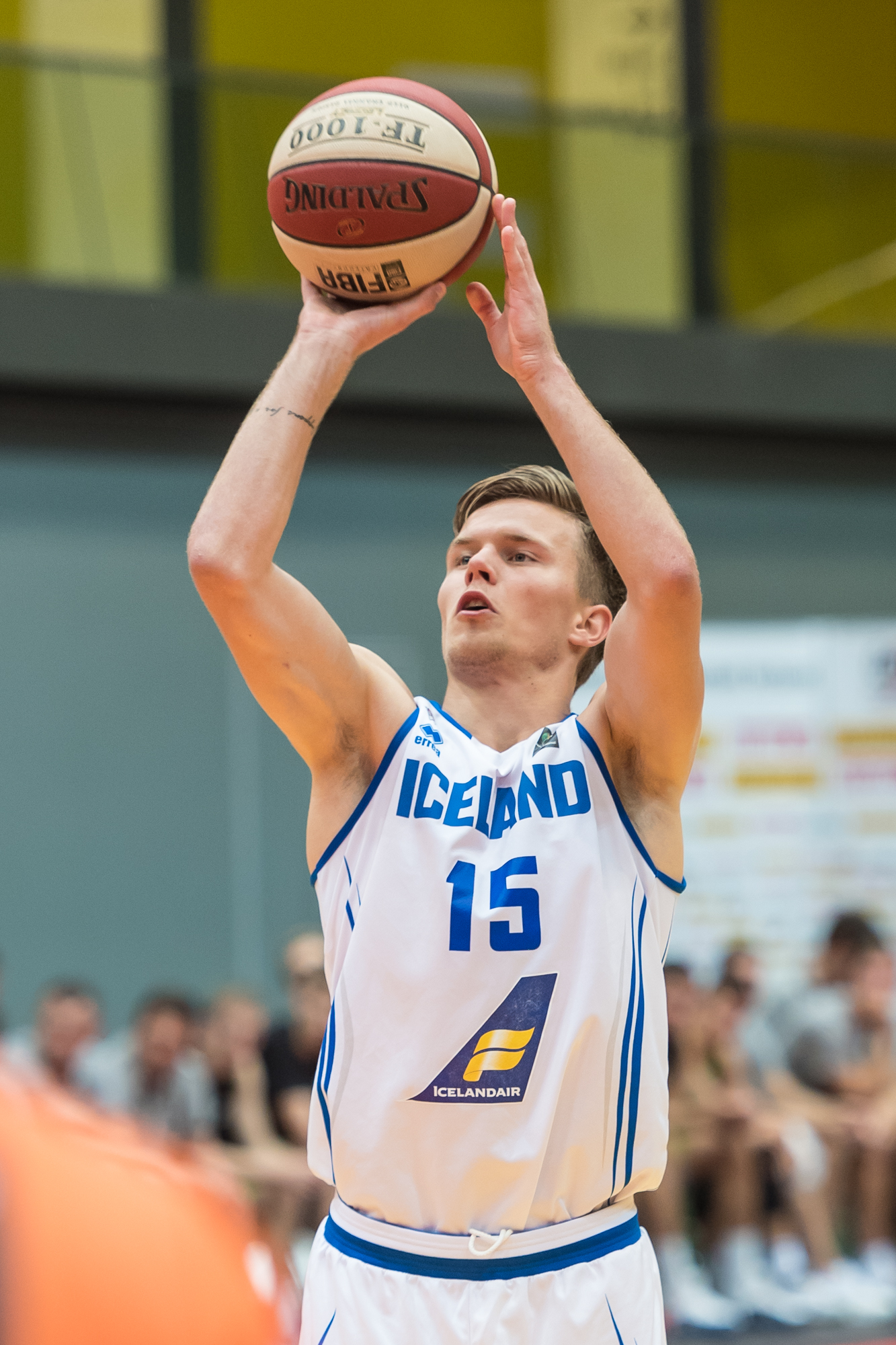
Martin Hermannsson beim Freiwurf 2016

Die isländische Nationalmannschaft hatte in der Vergangenheit nur an kleineren Endrundenturnieren wie dem der so genannten Division C der FIBA Europa sowie den Spielen der kleinen Staaten von Europa teilgenommen. Bei seinem Nationalmannschaftsdebüt hatte Martin Hermannsson im letzteren Wettbewerb eine Bronzemedaille in Luxemburg 2013 gewonnen sowie zwei Jahre später in seiner Heimatstadt eine Silbermedaille. Im Sommer 2014 konnte sich die Auswahl in der EM-Qualifikation etwas überraschend gegen die britische Basketballnationalmannschaft durchsetzen und sich erstmals für eine FIBA-Endrunde der besten europäischen Nationalmannschaften qualifizieren. Bei der EM-Endrunde selbst ein Jahr später 2015 spielte die Nationalmannschaft ihr erstes Endrundenspiel überhaupt in der Berliner Mercedes-Benz Arena gegen Gastgeber Deutschland, das jedoch mit 65:71 knapp verloren ging. Auch in den folgenden vier Vorrundenspielen gelang kein Sieg mehr, wobei die türkische Basketballnationalmannschaft eine Verlängerung benötigte, um die Isländer 111:102 zu besiegen. Nach dem frühzeitigen Ausscheiden bei der Premiere konnte sich die isländische Auswahl im EM-Qualifikationssommer 2016 erneut qualifizieren, als man sich gegen Zypern und die Schweizer Nati durchsetzte, deren einziger Qualifikationssieg aber gegen die Isländer gelang. Nach der EM-Qualifikation 2016 kehrte Martin Hermannsson nicht mehr in die Vereinigten Staaten zurück, sondern blieb in Europa, um eine Berufsbasketballkarriere in der zweiten französischen Liga LNB Pro B zu beginnen.
In Charleville-Mézières am südwestlichen Rand der Ardennen beim Altmeister Étoile, dessen Meisterschaften aber noch vor Stadt- und Vereinsfusion aus dem Ende der 1950er Jahre herrühren, unterschrieb Martin Hermannsson einen Vertrag für die Saison 2016/17. Erst 2004 hatte der Verein die Rückkehr in die höchsten nationalen Spielklassen geschafft, wo er dann zwischen höchster Amateurklasse NM1 und zweiter Liga Pro B pendelte. Mit Martin Hermannsson gelang auf dem fünften Platz der Hauptrunde die höchste Platzierung seit der Rückkehr in die nationalen Spielklasse, wobei man jedoch in den Play-offs um den verbliebenen Aufstiegsplatz in die höchste Spielklasse sieglos blieb und in der ersten Runde ausschied. Der Neuprofi, der bereits am 26. Spieltag auf Basis seiner Effektivität Spieler des Spieltags geworden war, erhielt nach Saisonende die zweitmeisten Stimmen bei der Abstimmung über den MVP der Pro-B-Saison und wurde unter die fünf besten Spieler in das All-Star-Team der Pro B gewählt. Wie sein zwei Jahre älterer Landsmann Haukur Pálsson, der mit Erstliga-Absteiger Rouen Métropole Basket gar die Aufstiegs-Play-offs verpasst hatte, erhielt Martin Hermannsson anschließend einen Vertrag in der höchsten Spielklasse LNB Pro A und wechselte aus der Grenzregion „landeinwärts“ zu CCRB in die Champagne. Zuvor versuchten die beiden Isländer aber bei der EM-Endrunde 2017 den ersten Endrundensieg für die isländische Auswahl zu erreichen, was bei dem Turnier nicht gelang.
Im Juni 2018 unterschrieb Hermannsson einen Zweijahresvertrag bei Alba Berlin. Mit der Mannschaft wurde er 2020 deutscher Meister, er trug zu dem Erfolg in der Saison 2019/20 in der Bundesliga Mittelwerte von 12,4 Punkten und 6 Korbvorlagen bei. Im Sommer 2020 wurde er vom spanischen Erstligisten Valencia Basket Club verpflichtet. Im Juni 2022 zog sich der Isländer einen Kreuzbandriss zu. Im Januar 2024 ging er nach Berlin zurück.